# Pes argentinský
Pes argentinský (Lycalopex griseus) je jihoamerická šelma, která je řazena mezi tzv. "falešné lišky". Vyskytuje se na úpatí hor a na travnatých pláních u obou dvou stranách And od severní Chile a Argentiny po Ohňovou zemi. Vyhýbá se však vysokohorskému terénu a v Argentině severovýchodního pobřeží. Pes argentinský byl také uměle byl vysazen na Falklandách a údajně byl spatřen i na území Peru, jenže zatím to nebylo vědecky doloženo.
Pes argentinský byl v minulosti hojně loven lidmi, kteří si jej cenili pro jeho kožešinu. Také ho lovili proto, že je schopen ulovit i zdravou dospělou ovci nebo kozu, i když je malého vzrůstu. Dnes je ale ohrožován spíše bezohledným lovem pro zábavu a také silničním provozem. I přesto ale zůstala jeho populace poměrně stabilní.

## Rozměry
- Výška v kohoutku: 32–34 cm
- Délka těla včetně ocasu: 43–70 cm
- Hmotnost: 2,5–4 kg

## Vzhled
Tento druh se vzhledem podobá malé lišce. Má malou hlavu s velkýma ušima. Na těle má mírně vybledlou žíhanou šedivou srst, zatímco na hlavě má srst načervenalou s bílými skvrnami pod bradou. Končetiny má žlutohnědé s černou skvrnou na stehnech. Ocas je dlouhý a velmi huňatý, na vrchu a na konci je černá skvrna a na zbytku je ocas zbarven žlutohnědě.

## Potrava a způsob života
Pes argentinský je spíše noční živočich, i když v mnohých oblastech bývá aktivní i během dne. Loví především drobné savce, ptáky, a ještěrky. Někdy se živí i ovocem nebo mršinami, ale upřednostňuje hlavně lov. Většinou loví sami, ale byly spatřeny i lovící smečky o čtyřech až pěti kusech, ale většinou to bývaly samice se svými dospívajícími mláďaty. Ke svému lovu pes argentinský používá svůj bystrý sluch a pomalu sleduje svou oběť, až ji nakonec skokem přepadne. Pokud se před ním kořist schová do nory, je schopen ji rychle vyhrabat.

## Rozmnožování
Samec a samice psa argentinského tvoří trvalý pár a hlídají si teritorium o rozloze 2–3 km². Doba páří je okolo srpna a září a po 58 dnech březosti samice rodí 4-6 mláďat do připraveného doupěte, které matka prvních pár dnů málokdy opouští a o potravu pro matku shání samec. Mláďata opouštějí noru přibližně po měsíci a rodiče opustí, jakmile dosáhnou věku 6-7 měsíců. Občas dochází k tomu, že se samec stará o více samic, které s ním mají mláďata, nebo že páru jedna cizí samice pomáhá, aby se zvýšila pravděpodobnost, že mláďata přežijí, neboť jsou často lovena jinými predátory.